# Dersau
Dersau ist eine Gemeinde im Kreis Plön in Schleswig-Holstein.

## Geografie

### Geografische Lage
Das Gebiet der Gemeinde Dersau erstreckt sich unmittelbar auf dem westlichen Uferbereich des Großen Plöner Sees südwestlich von der Kreisstadt Plön. Naturräumlich zählt es zum Landschaftsbereich des Ostholsteinischen Seen- und Hügellandes (Haupteinheit Nr. 702), einem Teilraum des Schleswig-Holsteinischen Hügellandes.

### Ortsteile
Die Gemeinde Dersau besteht siedlungsgeografisch aus verschiedenen Ortsteilen (siedlungsstatistisch als Wohnplätze bezeichnet). Neben dem für die Gemeinde namengebenden Dorf befinden sich ebenfalls die Häusergruppen Idstedt und Sonnenhof, die Hofsiedlungen Eichkamp, Himbeersahl, Hofkamp, Hohenfichel, Hollmoorskamp, Marienhöh, Pferdekoppel und Theenrade sowie die Haussiedlung Heischtor.

### Nachbargemeinden
Das Gemeindegebiet von Dersau liegt umlagert von selbigen von:
| Kalübbe | Ascheberg                                   |         |
| Belau   | Kompassrose, die auf Nachbargemeinden zeigt | Nehmten |
|         | Stocksee                                    |         |

## Geschichte
Dersau gehörte einst zum Gut Ascheberg und liegt an der einstigen Postkutschenstraße von Altona nach Kiel. Aus der Zeit, als Dersau noch zum Gut Ascheberg gehörte, stammt auch die noch bis heute gültige Regelung, dass dem Eigentümer des Gutes alle Eichen und Buchen in Dersau gehören, unabhängig davon, ob sie in einem Garten oder im Wald stehen.

## Politik

### Gemeindevertretung
Bei der Kommunalwahl am 14. Mai 2023 wurden insgesamt elf Sitze vergeben. Von diesen erhielt die Aktive Bürgerliste Dersau fünf Sitze und die CDU, SPD und die Freien Wähler Dersau jeweils zwei Sitze.

### Bürgermeister
Den Bürgermeister Holger Beiroth stellt seit 2013 die Aktive Bürgerliste Dersau.

### Wappen
Blasonierung: „Von Blau und Gold schräg geteilt. Oben ein silbernes Mühlrad, unten ein blaues Wagenrad, begleitet oben rechts und unten links von je einem aufrechten blauen Erlenblatt.“

## Wirtschaft und Infrastruktur

### Wirtschaftsstruktur
Die Wirtschaft des Erholungsortes ist von der Landwirtschaft und vom Tourismus geprägt.
Fünf landwirtschaftliche Betriebe sind im Außenbereich von Dersau aktiv und betreiben neben der Milchviehhaltung auch Ackerbau. Einer der landwirtschaftlichen Betriebe hat sich auf die Erzeugung von Käseprodukten spezialisiert.
Tourismus
Prägend für das Ortsbild am Großen Plöner See ist ein Campingplatz mit Dauer- und Saisonplätzen.  Während der Saison ist am Campingplatz ein Minimarkt und ein Bistro geöffnet.
Eine große Gärtnerei mit während der Sommermonate integriertem Cafe zieht viele Touristen an.

### Verkehr
an der Bundesstraße 430 etwa 7 km
Dersau ist über eine Buslinie an Plön, Stocksee und Nehmten angebunden.